# 台北市立蛍橋国民中学
台北市立蛍橋国民中学（たいぺいしりつけいきょうこくみんちゅうがく、繁体字中国語: 臺北市立螢橋國民中學）は、台湾の台北市中正区にある国民中学。蛍橋国中（繁体字中国語: 螢橋國中）、蛍中（繁体字中国語: 螢中）と略される。

## 歴史の沿革
- 1968年7月 - 台北市立蛍橋国民中学成立

## 学校の周辺
- 公館商圏
- 台電ビル
- 台湾大学
- 永福橋
- 児童交通博物館
- 三軍総医院汀洲院区

## 主な出身生徒
- 鈕承澤
- 包翠英